# Fernando Luís
Fernando Luís Rodrigues Correia (* 9. března 1961 Setúbal) je portugalský herec. Mezi jeho nejvýznamnější role patří Médico de Família, A minha família é uma animação, A Minha Sogra é Uma Bruxa, Inspector Max a Noite Escura.
Působil v Teatro Animação de Setúbal. V roce 1992 obdržel cenu za nejlepší mužský herecký výkon od Portugalské asociace divadelních kritiků (Associação Portuguesa de Críticos de Teatro) ve hře Bertolta Brechta The Threepenny Opera. Následně hrál na jevišti divadel Teatro Maria Matos, Teatro da Cornucópia, Teatro Aberto, mimo jiné ve hrách Brechta, Eugena O'Neilla, Raye Bradburyho, Turgeněva, Manuela Teixeiry Gomese nebo Hélia Correiy. V jeho režii se objevila jména jako João Canijo, Diogo Infante, Fernando Gomes, João Brites, Filipe La Féria, José Caldas, Jorge Lavelli, Carlos Avilez a Graça Correia.
Debutoval ve filmu Rosa Negra, de Margarida Gil (1992). Od té doby se podílel na tvorbě filmů režisérů jako je například Marco Martins, Manuel Mozos, Margarida Cardoso či José de Sá Caetano. Objevil se v režii Joãoa Canijoina ve filmech Sapatos Pretos (1998), Noite Escura (2004) a Mal Nascida (2007).
Hraje v pravidelných televizních seriálech a připojil se k obsazení O Mandarim (1990), Alentejo Sem Lei (1990), Polícias (1996), Médico de Família (1998–2000), A minha família é uma animação (2001-2002), A Minha Sogra é Uma Bruxa (2002–2003), Inspector Max (2003–2005/2016–2017), Nome de Código: Sintra (2005–2006), Bocage (2006), A Minha Família (2006–2007), Doida Por Ti (2012–2013), Sol de Inverno (2014), Jardins Proibidos (2014–2015) a A Impostora (2016–2017).

## Dabing
- Action Man – Action Man
- Animáci (Animaniacs) – Yakko Warner
- Lví král – Zazu a Rafiki
- Herkules – Hades
- Život brouka – P.T. Flea
- Monsters. Inc – James P. „Sulley“ Sullivan
- Hledá se Nemo – Bruce
- Dokonalý Spiderman – Baron Mordo